# Bronisław Trochimowicz
Bronisław Trochimowicz (ur. 8 października?/21 października 1904 w Stacji Kryłowskiej w Krasnodarskim Kraju, zm. ?) – uczestnik wojny domowej w Rosji i II wojny światowej, oficer aparatu bezpieczeństwa PRL.

## Życiorys
Urodził się w rodzinie robotniczej. W latach 1918–1926 żołnierz Armii Czerwonej, podczas wojny domowej w Rosji brał udział w walkach przeciwko „białym” armiom gen. Antona Denikina i gen. Piotra Wrangla. W latach 1928–1941 był kierownikiem elektrowni i szefem budownictwa w Krasnodarze i Leningradzie. W 1941 zmobilizowany ponownie (walczył m.in. w obronie Leningradu), w 1943 odkomenderowany do Armii Polskiej w ZSRR. W 1944 rozpoczął służbę w resorcie bezpieczeństwa pełniąc kolejno funkcję zastępcy kierownika Urzędu Bezpieczeństwa na Okręg Dolny Śląsk, p.o. kierownika Wydziału Gospodarczego Ministerstwa Bezpieczeństwa Publicznego w 1945, zastępcy szefa Wojewódzkiego Urzędu Bezpieczeństwa Publicznego w Gdańsku w 1947, zastępcy szefa Wojewódzkiego Urzędu Bezpieczeństwa Publicznego w Warszawie w 1948 i szefa WUBP w Warszawie w latach 1950–1954. Po zwolnieniu ze służby w październiku 1954 powrócił do ZSRR.
Postać Trochimowicza (w tej roli Cezary Żak) pojawia się w opartym na faktach spektaklu teatralnym Tajny współpracownik, w reżyserii Krzysztofa Langa.

## Odznaczenia
- Odznaka Grunwaldzka
- Medal Zwycięstwa i Wolności 1945
- Srebrny Krzyż Zasługi
- Krzyż Partyzancki
- Złoty Krzyż Zasługi
- Medal Za Odwagę (czechosłowacki)
- Krzyż Oficerski Orderu Odrodzenia Polski
- Brązowa Odznaka "W Służbie Narodu"
- Medal 10-lecia Polski Ludowej